# Mesoplodon
A Mesoplodon az emlősök (Mammalia) osztályának párosujjú patások (Artiodactyla) rendjébe, ezen belül a csőröscetfélék (Ziphiidae) családjába tartozó nem.

## Rendszerezés
A nembe az alábbi 15 élő faj és 3 fosszilis faj tartozik:
- északi csőröscet (Mesoplodon bidens) Sowerby, 1804
- ausztrál csőröscet vagy Andrews-féle csőröscet (Mesoplodon bowdoini) Andrews, 1908
- ívesszájú csőröscet (Mesoplodon carlhubbsi) Moore, 1963
- állas csőröscet vagy Blainville-féle csőröscet (Mesoplodon densirostris) Blainville, 1817
- antillai csőröscet vagy Gervais-féle csőröscet (Mesoplodon europaeus) Gervais, 1855
- ginkgofogú csőröscet (Mesoplodon ginkgodensis) Nishiwaki & Kamiya, 1958
- hosszúorrú csőröscet vagy Gray-féle csőröscet (Mesoplodon grayi) von Haast, 1876
- kis csőröscet vagy Hector-féle csőröscet (Mesoplodon hectori) J. E. Gray, 1871
- Mesoplodon hotaula P. E. P. Deraniyagala, 1963 - korábban azonosnak tartották a M. ginkgodensis-szal[1][2][3]
- agyaras csőröscet (Mesoplodon layardii) (J. E. Gray, 1865)
- True-csőröscet (Mesoplodon mirus) True, 1913
- Perrin-csőröscet (Mesoplodon perrini) Dalebout, Mead, Baker, Baker & van Helden, 2002
- perui csőröscet (Mesoplodon peruvianus) Reyes, Mead & Van Waerebeek, 1991
- †Mesoplodon posti O. Lambert, 2016 - kora pliocén[4]
- †Mesoplodon slangkopi G. Bianucci, O. Lambert & K. Post., 2007[5]
- Stejneger-féle csőröscet (Mesoplodon stejnegeri) True, 1885
- Bahamonde-csőröscet (Mesoplodon traversii) J. E. Gray, 1874 — élő példánya még nem került elő. A hatodik elpusztult egyedet 2024-ben találták Új-Zéland partjainál.[6]
- †Mesoplodon tumidirostris Miyazaki, N. & Hasegawa, Y., 1992[7]

## Fordítás
- Ez a szócikk részben vagy egészben  a   Mesoplodont whale című angol Wikipédia-szócikk ezen változatának fordításán alapul.  Az eredeti cikk szerkesztőit annak laptörténete sorolja fel. Ez a jelzés csupán a megfogalmazás eredetét és a szerzői jogokat jelzi, nem szolgál a cikkben szereplő információk forrásmegjelöléseként.
- Ez a szócikk részben vagy egészben  a   List_of_extinct_cetaceans#Suborder_Odontoceti című angol Wikipédia-szócikk ezen változatának fordításán alapul.  Az eredeti cikk szerkesztőit annak laptörténete sorolja fel. Ez a jelzés csupán a megfogalmazás eredetét és a szerzői jogokat jelzi, nem szolgál a cikkben szereplő információk forrásmegjelöléseként.